# Adriano Figueiredo Ferreira
Adriano Figueiredo Ferreira (Cuiabá, 18 de setembro de 1979) é um pintor e artista plástico brasileiro.

## Biografia e carreira
Adriano Figueiredo Ferreira nasceu em 1979 em Cuiabá. Desde criança gostava de desenhar, começou a trabalhar com arte aos 15 anos de idade.
Seu primeiro trabalho foi em casa de decoração, após se especializou em artes gráficas, onde começou a vender sua arte em porta em porta. Suas obras são marcadas pelas cores e curvas, sendo sua principal inspiração a fauna e flora mato-grossense.
Em 2012, fez sua primeira exposição, realizada na Academia Mato-Grossense de Letras. Em 2014, sua primeira exposição internacional aconteceu em Portugal. Em dezembro de 2015, o artista lançou o livro de colorir Sotaques do Mato que traz ilustrações da fauna, flora e religiosidade de Mato Grosso. Participou de exposições coletivas na Art Lab Galery, em São Paulo, e também em Miami.
Em 2022, celebrou os dez anos de carreira com a exposição individual Adriano Ferreira - 10 anos Aloitano composta por 60 obras, entre pinturas e instalações. A mostra separa os trabalhos por períodos e séries. Entre elas, estão a Religiosa, Sotaque do Mato, After, Mulheres, Vitral, Primal, Siriri no 12, Elementos e Renasça.
Em 2024, fez a exposição "Traduzindo Deusas" no Museu de Arte e Cultura Popular MACP, essa exposição contou com 12 obras e participação de outros artistas, na construção dos textos que foram complemento para obra, como poemas, contos, em algumas músicas